# Lee Hoi-chang
Lee Hoi-chang (tiếng Hàn: 이회창/ 李會昌 *; sinh 2 tháng 6 năm 1935) là một luật sư và chính trị gia người Hàn Quốc, Thủ tướng thứ 24 của Đại Hàn Dân Quốc từ 1993 - 1994. Ông có bí danh là Kyunssa (경사).
Lee Hoi-chang cũng là ứng cử viên tổng thống của đảng HanNaRa trong các cuộc bầu cử tổng thống thứ 15, 16 và 17 của Hàn Quốc. Trước các chiến dịch tranh cử tổng thống của mình, Lee từng là Chánh án Tòa án Tối cao Hàn Quốc.

## Sách
- 《Beautiful's Principles》 (아름다운 원칙)